# Kissinger Diktat

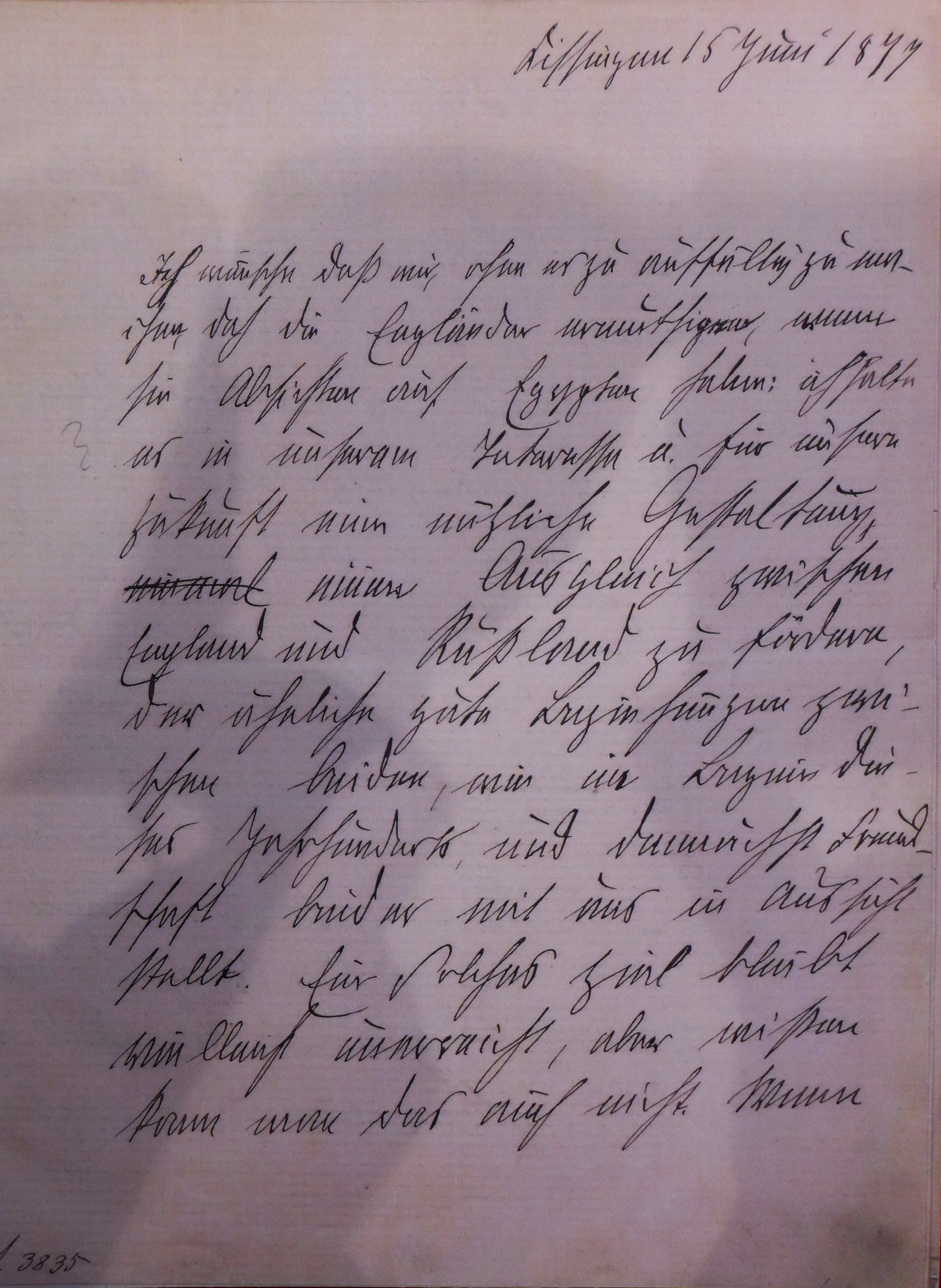
Première page du Kissinger Diktat.

Le Kissinger Diktat (allemand pour : « dictée de Kissingen ») est un dossier diplomatique créé à Bad Kissingen par le chancelier allemand Otto von Bismarck pendant l'été 1877. Il contient les principes de sa politique étrangère.

## Contexte
Bismarck craint des coalitions d'autres puissances européennes contre le nouvel Empire allemand de 1871 (« cauchemar des coalitions »). L'Allemagne est en effet vulnérable avec sa position géographique au milieu de l'Europe. L'unification de l'Allemagne est réalisée dans la guerre contre la France en 1870-1871, dans laquelle la France perd l'Alsace et une partie de la Lorraine.  
Bismarck, craignant une revanche française, se rend compte, lors de la crise Krieg-in-Sicht, en 1875, que la Grande-Bretagne et la Russie soutiendraient la France dans le cas d'une nouvelle guerre franco-allemande par crainte d'un autre accroissement de la puissance allemande. Dans le diktat, Bismarck dicte à son fils Herbert les conséquences pour sa politique de la situation actuelle en Europe le 15 juin 1877 à Bad Kissingen dans le contexte de la guerre russo-turque de 1877-1878, consécutive à la révolte de la Bosnie-Herzégovine en 1875 et surtout à l'insurrection bulgare d'avril 1876. 

## Directives
Il y a conçu l'image idéale « d'une situation politique générale, où toutes les puissances européennes sauf la France ont besoin de nous, et sont autant que possible dissuadés de coalitions contre nous par leurs relations réciproques ». Le document décrit une politique défensive pour éviter une guerre en Europe centrale et donc assurer la position de l'Allemagne. Pour éviter les alliances contre l'Allemagne, Bismarck veut utiliser les conflits d'intérêts en périphérie ou hors d'Europe entre les autres puissances européennes. Un soutien ou au moins la neutralité de l'Allemagne dans ces conflits est nécessaire pour les autres puissances européennes.

## Programme diplomatique
Le diktat montre le programme de sa diplomatie, réalisé dans le système d'alliances de Bismarck avec la Duplice (Zweibund) entre l'Allemagne et l'Autriche, la Triplice (Dreibund) entre l'Allemagne, l'Autriche et l'Italie et le traité de réassurance entre l'Allemagne et la Russie.
Cette diplomatie s'efforce grâce à une connaissance réaliste de l'équilibre international, de sauvegarder la position internationale du Reich allemand. Cette politique ne veut pas vraiment résoudre les problèmes internationaux puisqu'elle exploite les conflits d'intérêts des puissances européennes pour gagner des alliés.